# Henry Kowalsky

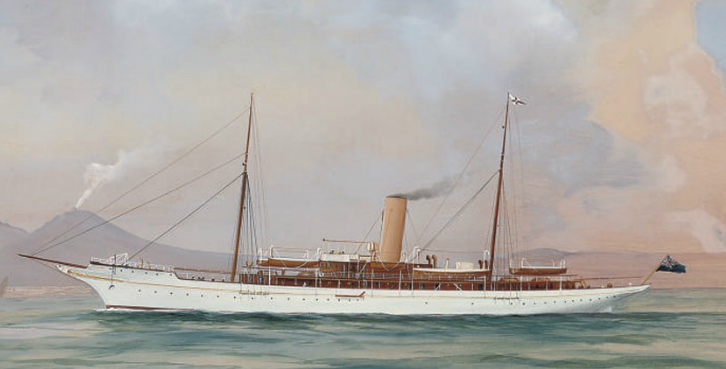
Leopolds Alberta, waar Kowalsky te gast was

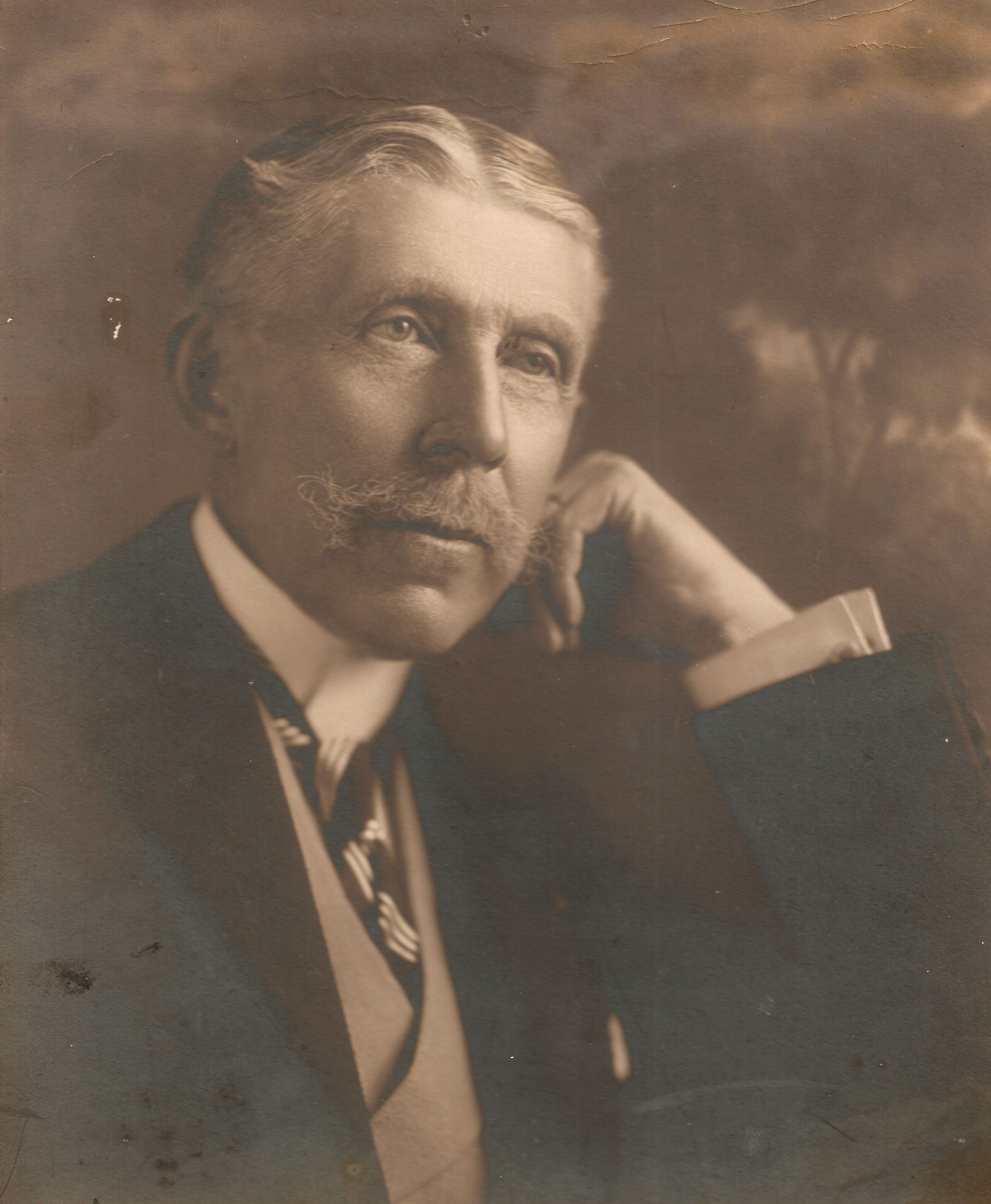
Baron Moncheur

Henry I. Kowalsky (16 augustus 1859 – 28 november 1914) was een jurist in San Francisco. Hij wordt herinnerd als de man die door koning Leopold II werd ingehuurd om zijn Kongo-Vrijstaat te vrijwaren van Amerikaanse inmenging, maar net het tegenovergestelde bewerkstelligde.

## Vroege professionele carrière
Net van de schoolbanken werd Kowalsky uitgever van een maandblad, Our Boys Monthly Magazine, al snel omgedoopt tot Field and Fireside. Het werd een bescheiden succes. Na de stopzetting ervan werd hij winkelbediende bij zijn broer Edward H. Kowalsky (1872). Vijf jaar later verlieten de broers hun winkel en werden ze lid van de United States Election Map Co.
Later werd Henry Kowalsky bekend als "kolonel" zonder ooit bij het leger te zijn geweest. De titel vergezelde zijn aanstelling als Judge Advocate General (juridisch adviseur, strafpleiter en procureur bij de krijgsmacht) door de Californische gouverneur Robert Waterman.

## Lobbyopdracht van Leopold II en ontmaskering
Tijdens een bezoek van de Belgische kroonprins Albert aan de Verenigde Staten slaagde de joviale, corpulente Kowalsky erin vriendschap met hem aan te knopen. Dit leidde in december 1904 tot een ontmoeting met koning Leopold II, die toen net te kampen had met uit de hand lopende negatieve berichtgeving over systematische wanpraktijken in zijn Kongo-Vrijstaat. Zo hadden missionarissen op 19 april 1904 een protestmemorandum overhandigd aan het Amerikaans Congres. Leopold zag in Kowalsky een man die connecties had met de juiste beleidsvoerders, en zegde hem prompt een jaarlijkse som van 100.000 frank toe (meer dan twee miljoen US$ in 2013) om de VS ertoe te bewegen geen gehoor te geven aan de kritische stemmen. Met dit budget moest hij in Washington D.C. onder meer congresresoluties tegenhouden en journalisten gunstig stemmen.
De aanstelling viel slecht bij Kongofunctionarissen als baron Ludovic Moncheur die reeds met hetzelfde doel in de VS actief waren voor Leopold en twijfels hadden bij Kowalsky's kwalificaties. Toen Kowalsky na een jaar betrokken raakte in een vuistgevecht op een rechtszitting, liet de koning zijn contract aflopen zonder hernieuwing. Na fel aandringen van Kowalsky stond Leopold uiteindelijk toch een verlenging toe, die erop neerkwam dat hij hem nog 125.000 frank toestopte om stil te verdwijnen. In plaats daarvan kwam de pers de zaak op het spoor. Van 10 tot 14 december 1906 publiceerde de New York American in detail de correspondentie tussen Kowalsky, Leopold II en de Kongo-Vrijstaat. Volgens Kowalsky was dit belastende materiaal uit zijn kantoor ontvreemd, maar de algemene indruk was dat hij het zelf verkocht had aan de kranten van William Randolph Hearst. E.D. Morel beet zich vast in de zaak en liet niet na te vertellen hoe Kowalsky en zijn "bekoorlijke dochter" ontvangen waren aan boord van het koninklijke jacht Alberta in Oostende.
De intriges en omkooppassages, onder meer van senaatsmedewerker Thomas G. Garrett, waren te expliciet om te negeren. De affaire was de directe aanleiding voor de Verenigde Staten en Groot-Brittannië om het einde van Leopolds alleenheerschappij na te streven.

## Trivia
- Kowalsky was narcolepticus en stond in de rechtbanken bekend om zijn luidruchtige ontwaken.

## Publicatie
- Brief of Henry I. Kowalsky, of the New York bar, attorney and counsellor to Leopold II, King of the Belgians and Sovereign of the Independent State of the Congo, in matters touching his rights and possessions abroad, in reply to [the] memorial presented to the President of the United States of America concerning affairs in the Congo state by the Congo Reform Association, supported by the British and Foreign Anti-slavery Society and the Aborigines' Protection Society, 1905